# Hoffmann Ferenc (zeneszerző)
Hoffmann Ferenc (Stiahlau, 1873. január 6. – Budapest, 1945. július 28.) zeneszerző.

## Életpályája
Középiskoláit Pilsenben, hegedű- és zeneszerzési tanulmányait a Bécsi Zeneakadémián végezte. Hosszú időn át katona-karmester (1895–1919), majd Szatmáron telepszik le. Az ottani Filharmonikus Társaság egyik alapító tagja, s ennek, valamint az Iparos Dalárdának s a Hildegarda Énekkarnak karmestere, a Romániai Magyar Dalosszövetség egyik országos karnagya. Megzenésítette Kiss József és Ady több versét, feldolgozott magyar, román, orosz, német, osztrák népdalokat, egyházi énekeket. Hangszeres darabjai között számos indulót találunk.

## Kiadott munkái
- Magyar népdalkincs (Kolozsvár 1938);
- Magyar nótakincs (Kolozsvár év nélkül).